# Гетто в Лапичах
Гетто в Ла́пичах (лето 1941 — весна 1942) — еврейское гетто, место принудительного переселения евреев деревни Лапичи Осиповичского района Могилёвской области и близлежащих населённых пунктов в процессе преследования и уничтожения евреев во время оккупации территории Белоруссии войсками нацистской Германии в период Второй мировой войны.

## Оккупация Лапичей и создание гетто

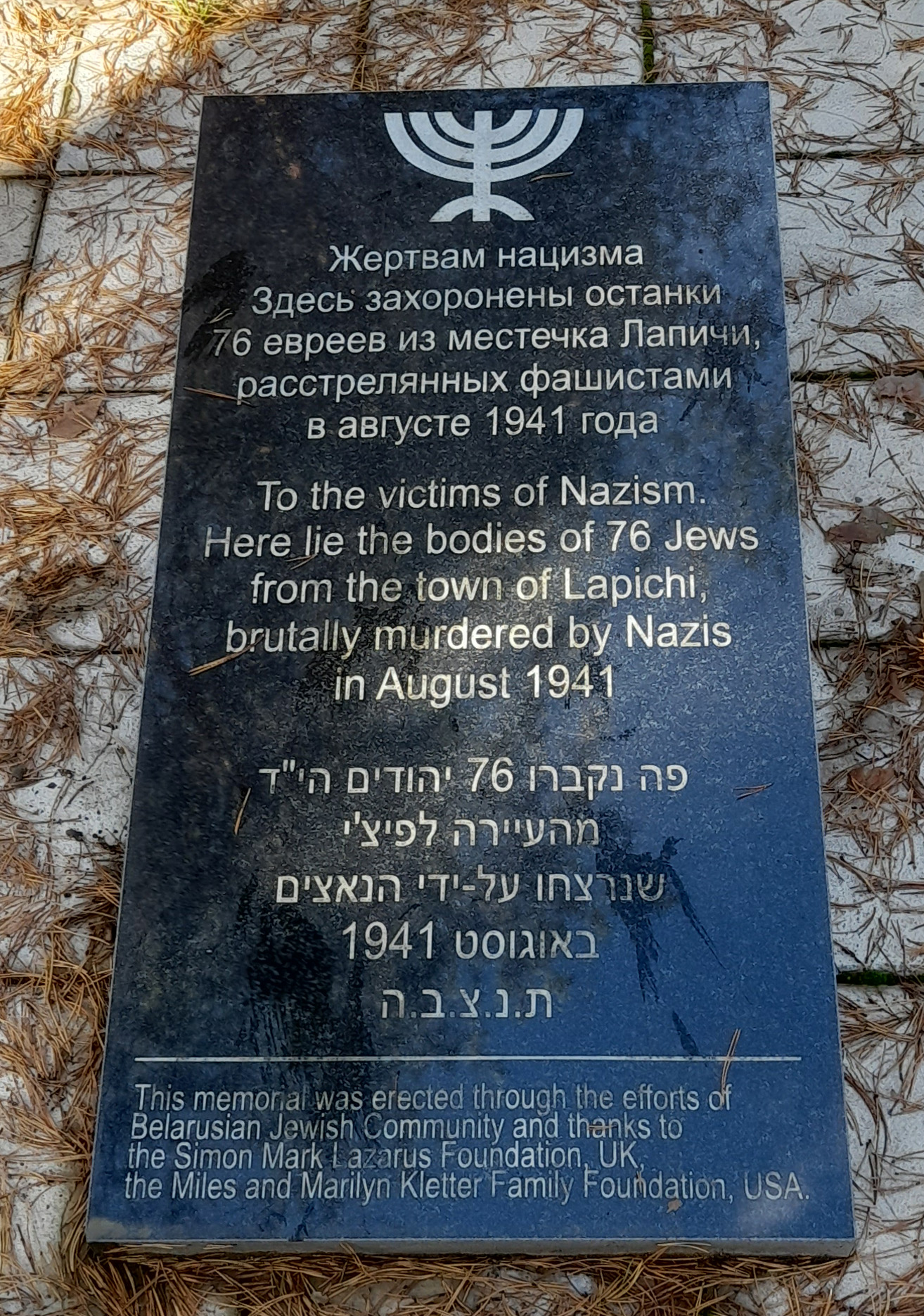
Плита на месте перезахоронения 76 евреев из гетто в Лапичах на еврейском кладбище Осиповичей

Перед войной в деревне Лапичи было 225 еврейских домов, и евреи составляли бо́льшую часть населения. Также к июню 1941 года в местечке находились и 20-30 евреев-беженцев из Польши. Большинство евреев не успели или не смогли уехать в эвакуацию.
После захвата деревни немецкими войсками немцы создали полицейское подразделение под начальством местного жителя Кунцевича. Первое, что сделали полицаи — несколько дней грабили еврейские дома.
Немцы очень серьёзно относились к возможности еврейского сопротивления, и поэтому в большинстве случаев в первую очередь убивали в гетто или ещё до его создания евреев-мужчин в возрасте примерно от 15 до 50 лет — несмотря на экономическую нецелесообразность, так как это были самые трудоспособные узники. По этим соображениям немцы уже в начале июля (августе) 1941 года оцепили деревню, отобрали примерно 75 (76) евреев — молодых мужчин и высоких подростков, избили палками, затем погнали к пристани, где был небольшой песчаный карьер, — и всех расстреляли.
Вскоре оккупанты, реализуя нацистскую программу уничтожения евреев, организовали в местечке гетто, согнав туда евреев и из ближайших населённых пунктов.

## Уничтожение гетто
В начале сентября, по немецким донесениям, в Лапичах были расстреляны 107 евреев.
По данным ЧГК, последние 140 евреев Лапичей, в большинстве женщины и дети, были убиты на кладбище в 1942 году.

## Память
В 1975 году на братской могиле была установлена стела.
Останки других расстрелянных были случайно найдены в лесу грибником в 1992 году. В этом же году Лапичский сельсовет организовал с помощью специального поискового батальона раскопки, и в октябре 1993 года прах 76 жертв трагедии был с воинскими почестями перезахоронен на старом еврейском кладбище в Осиповичах.
Опубликованы неполные списки убитых в Лапичах евреев.

## Комментарии
1. ↑  В русском языке за служащими коллаборационистских полицейских органов закрепилось разговорное уничижительное название полица́й (во множественном числе — полица́и).